# Liste der Abgeordneten des Liberalen Forums
Dies ist eine alphabetische Liste der Abgeordneten des Liberalen Forums zum Österreichischen Nationalrat, Europäischem Parlament und den österreichischen Landtagen.

## Abgeordnete zum Österreichischen Nationalrat
| Name                        | Dauer                                            | Anmerkung                                                                 |
| --------------------------- | ------------------------------------------------ | ------------------------------------------------------------------------- |
| Barmüller, Thomas           | 04.02.1993 – 28.10.1999                          | 1990–1993 Abgeordneter der FPÖ                                            |
| Firlinger, Reinhard         | 07.11.1994 – 02.10.1996                          | 1996 Übertritt zur FPÖ und dort Abgeordneter bis 2002                     |
| Frischenschlager, Friedhelm | 04.02.1993 – 29.12.1996                          | 1977–1983 sowie 1986–1993 Abgeordneter der FPÖ                            |
| Gredler, Martina            | 07.11.1994 – 20.01.1995, 30.10.1996 – 28.10.1999 |                                                                           |
| Haselsteiner, Hans Peter    | 07.11.1994–29.05.1998                            |                                                                           |
| Kier, Volker                | 07.11.1994–28.10.1999                            |                                                                           |
| Moser, Hans Helmut          | 04.02.1993–28.10.1999                            | 1989–1993 Abgeordneter der FPÖ                                            |
| Motter, Klara               | 04.02.1993–28.10.1999                            | 1986–1993 Abgeordnete der FPÖ                                             |
| Peschel, Brigitte           | 23.01.1995–14.01.1996                            |                                                                           |
| Peter, Helmut               | 07.11.1994–28.10.1999                            | 1990–1993 Abgeordneter der FPÖ                                            |
| Schaffenrath, Maria         | 07.11.1994–28.10.1999                            |                                                                           |
| Schmidt, Heide              | 04.02.1993–28.10.1999                            | 1990–1993 Abgeordnete der FPÖ                                             |
| Smolle, Karl                | 02.06.1998–28.10.1999                            | 1986 bis 1990 Abgeordneter der Grünen                                     |
| Zach, Alexander             | 30.10.2006–23.09.2008                            | 2006 aufgrund eines Wahlbündnisses mit der SPÖ auf deren Liste eingezogen |

## Abgeordnete zum Europäischen Parlament
| Name                        | Dauer                 | Anmerkung                                                               |
| --------------------------- | --------------------- | ----------------------------------------------------------------------- |
| Frischenschlager, Friedhelm | 11.11.1996–20.07.1999 |                                                                         |
| Gredler, Martina            | 01.01.1995–11.11.1996 |                                                                         |
| Resetarits, Karin           | 08.06.2005–14.07.2009 | 2004 auf der Liste Dr. Martin eingezogen, 2005 Wechsel zu den Liberalen |

## Abgeordnete zu einem österreichischen Landtag

### Niederösterreich
| Name                                | Dauer                | Anmerkung                         |
| ----------------------------------- | -------------------- | --------------------------------- |
| Dautzenberg, Gerold                 | 7.6.1993 – 16.4.1998 |                                   |
| Dorfmeister-Stix, Alexandra Désirée | 7.6.1993 – 16.4.1998 | am 6. März 1997 übertritt zur ÖVP |
| Wagner, Josef                       | 7.6.1993 – 16.4.1998 | 1994 Austritt aus dem LIF         |

### Steiermark
| Name               | Dauer | Anmerkung |
| ------------------ | ----- | --------- |
| Keshmiri, Margit   |       |           |
| Brünner, Christian |       |           |

### Wien
| Name              | Dauer | Anmerkung |
| ----------------- | ----- | --------- |
| Alkier, Wolfgang  |       |           |
| Bolena, Alexandra |       |           |
| Hecht, Gabriele   |       |           |
| Hack, Michaela    |       |           |
| Hanno Pöschl jun. |       |           |
| Smoliner, Marco   |       |           |